# ブルーム (西オーストラリア州)

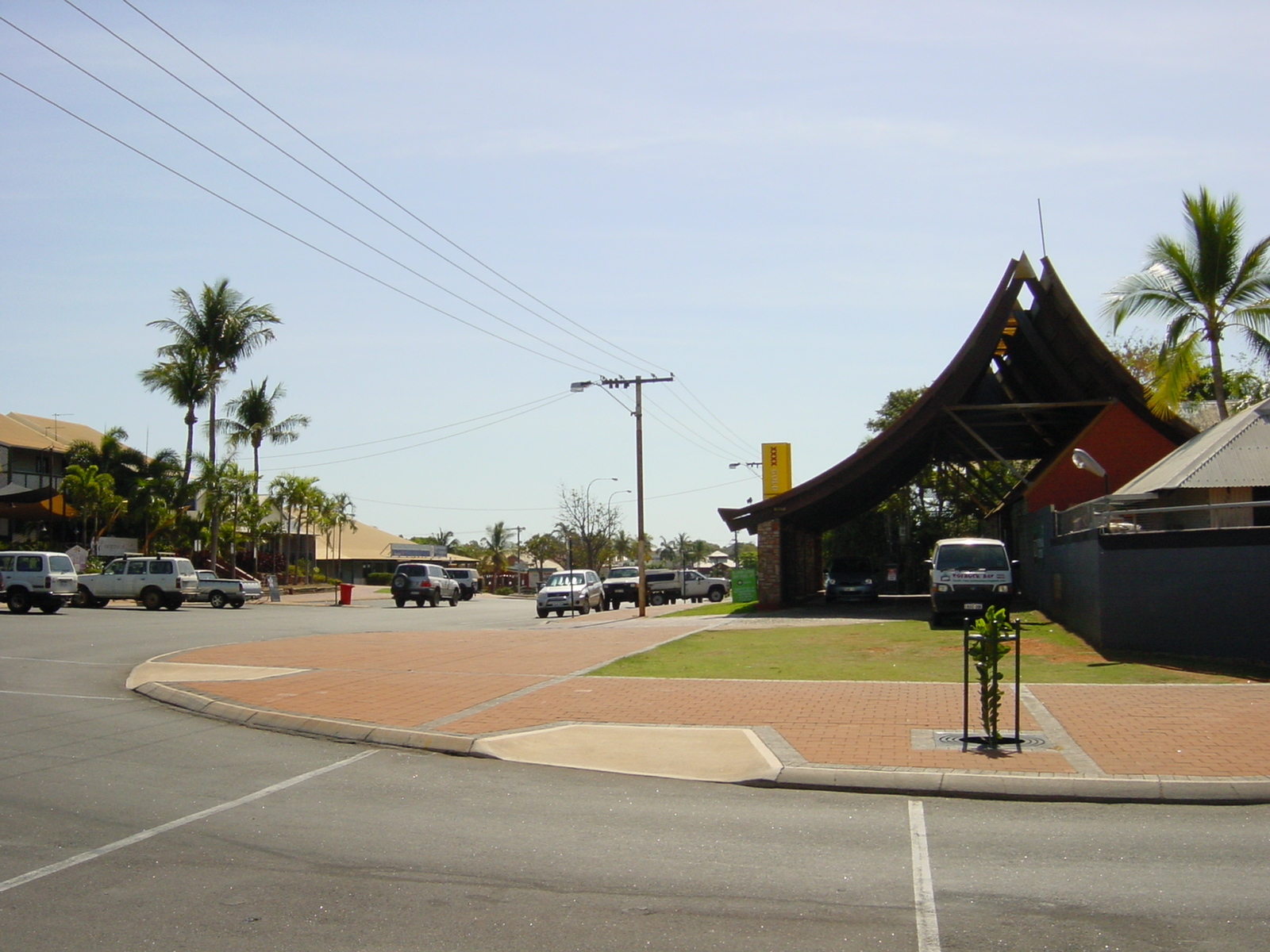
ブルーム市街地

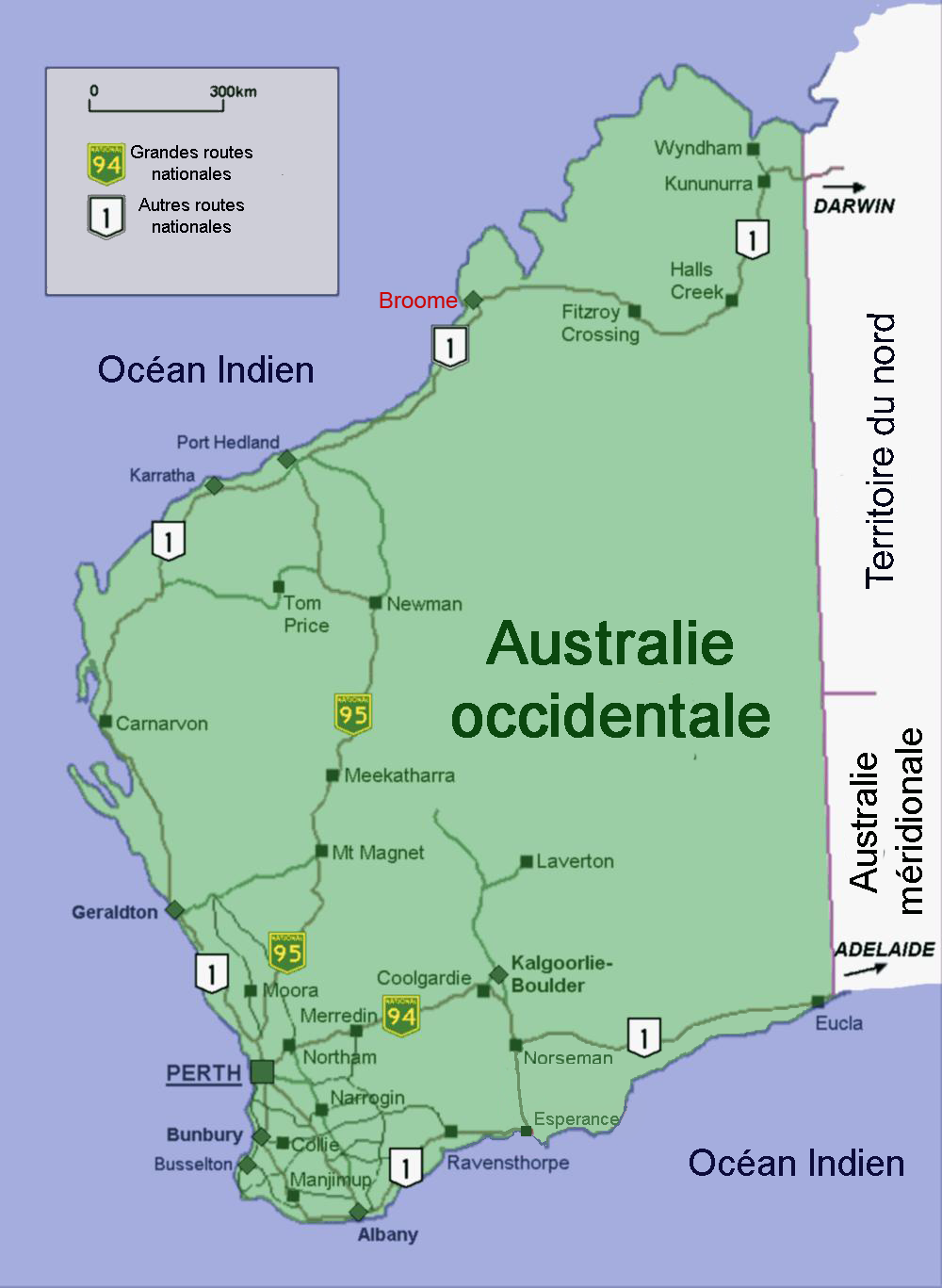
ブルームの位置

ブルーム（Broome）はオーストラリアの西オーストラリア州キンバリー地域に位置する。地方自治体（シャイア）であるシャー・オブ・ブルームに属する都市（サバーブ）。
人口は1万3984人（2016年）。ブルーム国際空港が国内の大都市やブルーム周辺の中小の田舎町との間を結んでおり、パーヌルル国立公園（バングル・バングル）をはじめとするキンバリー地域の秘境観光の中継地になっている。

## 地理

### 位置
ダンピア半島の西の付け根にありインド洋に面しており、観光と真珠養殖を主な産業としている。州都パースからは北東へ2,200キロメートル。

### 気候
ブルームは熱帯にあるが、厳密には低緯度ステップ気候（BSh）に属する。オーストラリアの熱帯地方のほとんど同様、気温の年較差は小さく、季節は雨季と乾季の2種類しかない。乾季は5月から11月までの間で、ほぼ毎日が晴れており最高気温は摂氏30度に達する。雨季は12月から3月までの間で、最高気温は35度にもなり、スコールなど突発的な大雨が降り、湿度も高い。ブルームの年平均降水量は556mmで、その83.6%が雨季に降る。年間で最も暑い月である12月は平均気温が30度を超え、平均最高気温は33.9度、平均最低気温は26.7度、観測史上最高気温は45度に達したことがある。最も寒い月である7月でも平均気温は21.1度、平均最高気温は28.9度、平均最低気温は13.9度であるが、観測史上最低気温は3度台まで下がったことがある。
ブルームはサイクロンなどの熱帯低気圧が襲うことがあり、夏の予測できない雷雨とともに、ブルームの不安定な降水の大きな割合を占めている。1922年1月にはわずか2.8mmしか雨量を観測しなかった一方、1997年1月には同じ月でありながら910.8mmの雨量を観測している。
|               | 1月   | 2月   | 3月  | 4月  | 5月  | 6月  | 7月  | 8月  | 9月  | 10月 | 11月 | 12月 | 年    |
| ------------- | ----- | ----- | ---- | ---- | ---- | ---- | ---- | ---- | ---- | ---- | ---- | ---- | ----- |
| 平均気温（℃） | 30.0  | 29.4  | 30.0 | 28.3 | 25.0 | 22.2 | 21.1 | 22.8 | 25.6 | 27.8 | 29.4 | 30.6 | 26.7  |
| 降水量（mm）  | 172.7 | 160.0 | 91.4 | 22.9 | 27.9 | 17.8 | 5.1  | 2.5  | 2.5  | 2.5  | 10.1 | 40.6 | 556.0 |

## 歴史

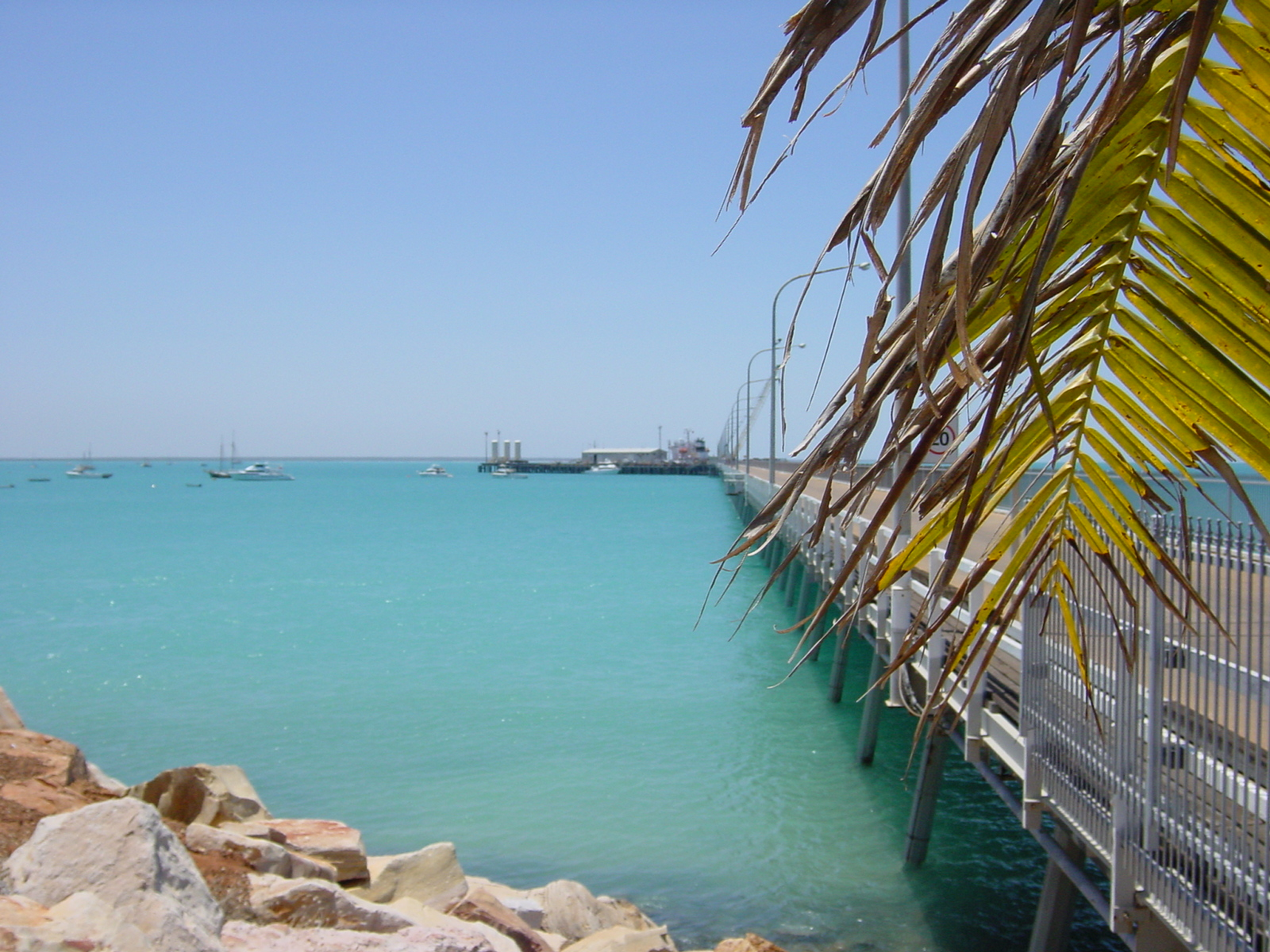
ブルーム南郊の埠頭

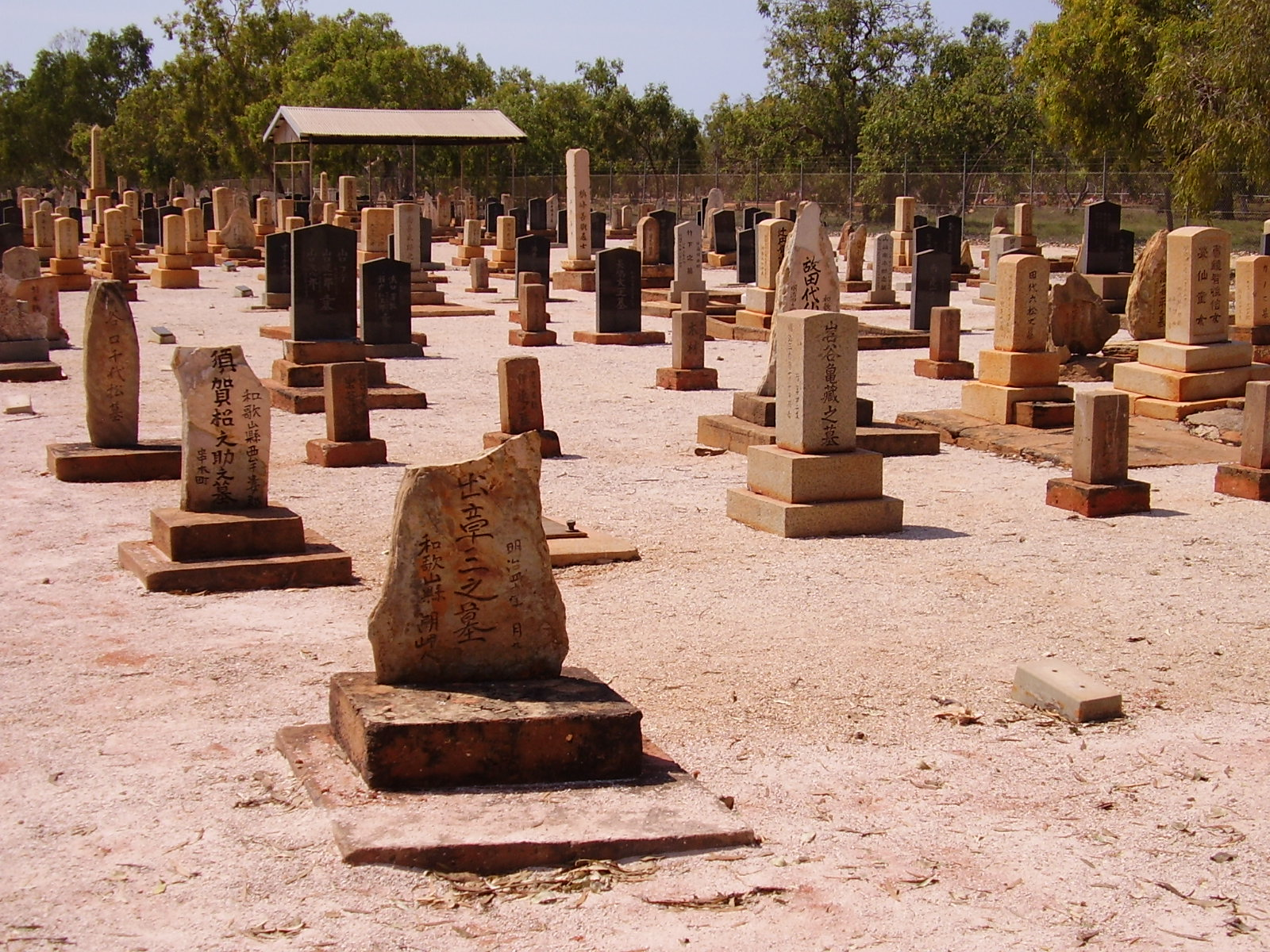
ブルーム日本人墓地

ブルームはアボリジニのヤウル人（Yawuru）が今も住む地域に位置している。
ブルームに来航した最初のヨーロッパ人はイギリスの航海者ウィリアム・ダンピアで、1688年と1699年の二度この地を探検しており、この地方の海岸沿いには多くの地名がダンピアにちなんで付けられている。1879年、西オーストラリアの政治家チャールズ・ハーパー（Charles Harper）は、西オーストラリア北部海岸の真珠産業に供するための港湾が必要だと考え、ローバック湾（Roebuck Bay）が港としてふさわしいと主張した。1883年にはジョン・フォレスト（John Forrest）が港と町を置く場所を、ローバック湾の北端に突き出した細い半島上の地に選び、1883年から1889年まで西オーストラリア知事を務めたフレデリック・ブルーム卿（Sir Frederick Broome）にちなんでブルームと名付けた。
1889年にはシンガポールとブルームを結ぶ電信用の海底ケーブルがインド洋に敷設され、オーストラリアとイギリスの間が電信で結ばれた。ブルームの町の近くの長い砂浜に海底ケーブルの陸揚地点があるが、この砂浜が海底ケーブルにちなみケーブル・ビーチ（Cable Beach）と呼ばれる観光地になっている。
真珠貝の積み出し港となったブルーム周辺では、真珠産業に多くの男女が従事し過酷な労働を行った。ブルーム周辺の真珠産業は、現在では大規模な真珠養殖が主となっている。1880年代に真珠貝採取が始まった当時は、シロチョウガイを海底から集める作業が行われていた。
西オーストラリアの海岸での真珠採取は、当初はアボリジニ、特に女性や少女が潜水作業に従事させられ、多数の死者を出した。アボリジニに対する虐待が報道されて以降、1870年代には女性の潜水作業は禁止され、その後は移民が潜水作業に従事した。ブルームでは最初は中国人やマレー人や中東出身者が潜水夫となり、やがて和歌山県など日本からの移民が潜水夫の多くを占めるようになった。この作業は多くの犠牲者を伴った。ブルーム郊外にある日本人墓地には真珠採りの作業中に潜水病などで死亡した潜水夫ら919人が葬られている。行方不明となった人々を入れると、犠牲者の総数はわかっていない。

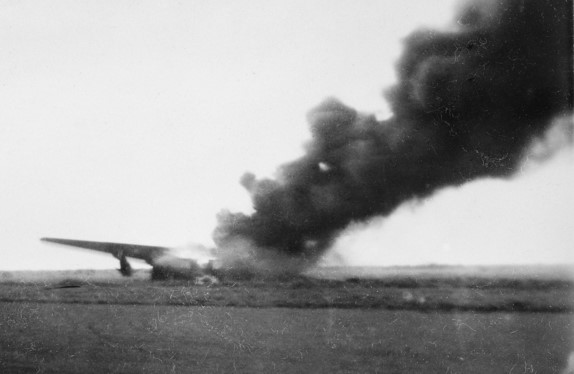
ブルーム空襲、炎上するB24爆撃機

ブルーム市内には現在小さなチャイナタウンがあるが、かつては小船に乗っての真珠採集や真珠養殖、それを支える浜辺での作業に従事する日本出身者らが日本人街を作っていた。オーストラリアでは白豪主義政策により排日の圧力が高まっていたが、第二次世界大戦が勃発するまで日本人ダイバーらはブルームの真珠産業の欠かせない一部となっていた。太平洋戦争が始まると、オランダ領東インドとオーストラリアを結ぶ地点にあるブルームにはアメリカ軍やオランダ軍などが駐留したほか、オランダ領東インドからのオランダ人難民も多数流入していた。一方で戦中は日系人も収容所へと送られた。開戦直後の1942年3月3日にブルームは零式艦上戦闘機による空襲を受け、少なくとも88人が死亡した。戦後になって町も真珠産業も徐々に復興した。
1960年代の鉱業ブームと、同時期の観光産業の成長も、ブルームの成長と産業多角化を後押しした。ブルームはオーストラリアでも成長の著しい街の一つとなった。
2000年代に入ると、インド洋でガス田の開発が活発になった。鉱区自体は、北方500km以上の沖合であるが、ブルームが拠点となるなど地域経済に貢献しつつある。

## 対外関係

### 姉妹都市・提携都市
姉妹都市
- 太地町（近畿地方 和歌山県 東牟婁郡）
  - 1981年（昭和56年）太地町出身の日本人移民がブルームの経済発展に貢献したことにより姉妹都市提携。

太地町は捕鯨の町として有名であり、真珠生産業に従事した移民漁師の中にはもともと捕鯨を生業にしていた者もいた。ブルームでは、反捕鯨映画の「The Cove」が世界に先んじて公開され、2009年に反捕鯨団体が姉妹都市破棄を求めて運動したことがあり、多くの日本人墓地の墓石が破壊されてしまった。ブルーム市長は、ブルーム市が映画の宣伝に使われたことに怒りの意を表明している。姉妹都市提携の破棄が議決されたが、撤回された。その後の選挙で破棄に賛成した多くの市議会議員が落選した（詳細は「太地町」の項目を参照）。

## 交通

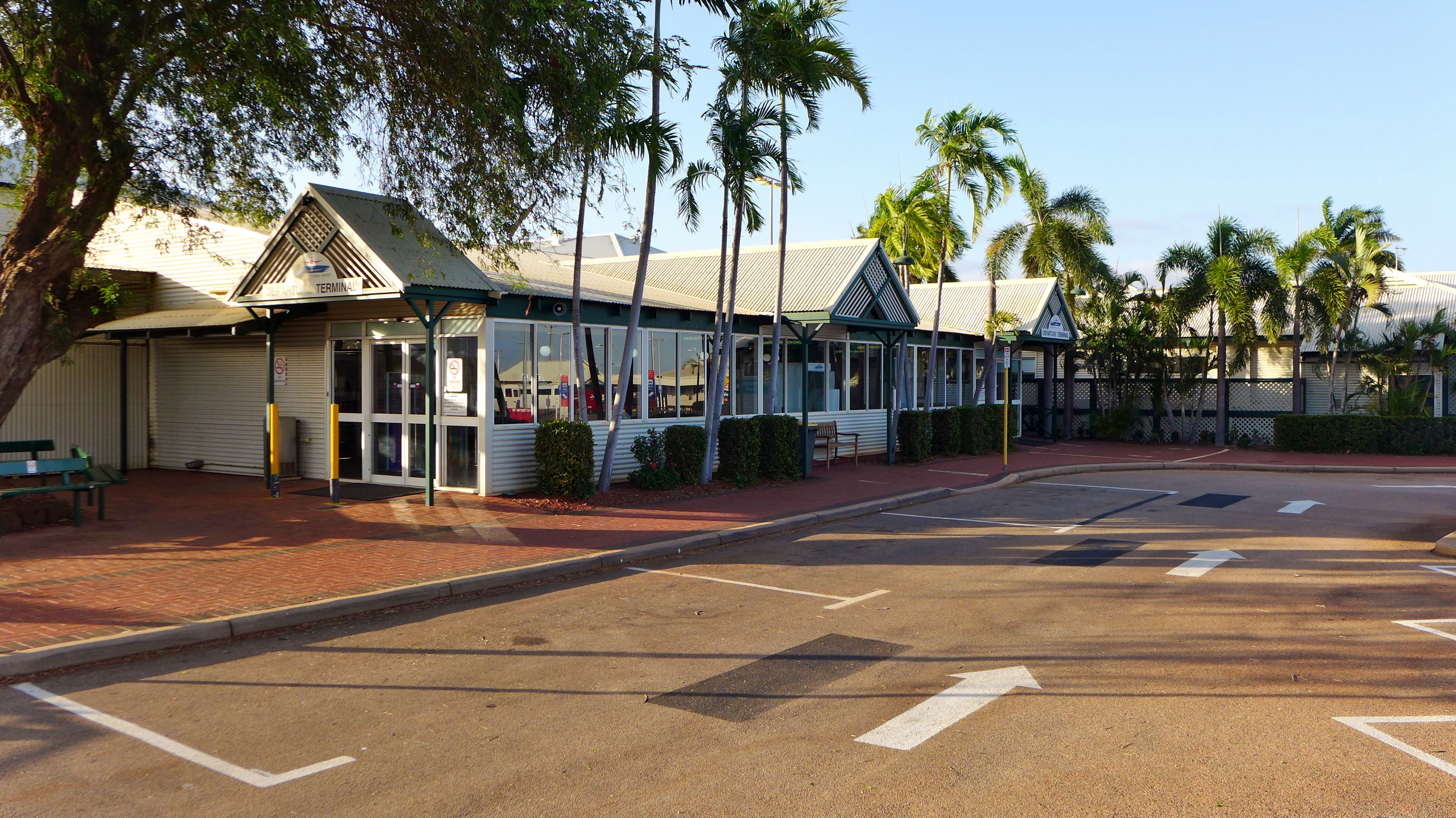
ブルーム国際空港

### 空路

#### 空港
- ブルーム国際空港

### 鉄道

#### トラム
かつては路面電車（トラムウェイ）が通っていた。1898年に馬車鉄道として開通し、マングローブ・ポイントの新埠頭から日本人街（ジャップタウン）中心部の作業場まで真珠貝を運び、ブルームの真珠産業を支えた。20世紀には動力は馬から蒸気機関車に変わったが、古くなった埠頭が閉鎖された1966年に廃止となった。

### バス

#### 都市間バス
- グレイハウンド・オーストラリア
  - ダーウィン - ブルーム線

### 航路

#### 港湾
- ブルーム港 - ブルーム南郊のローバック湾にある。

## 観光

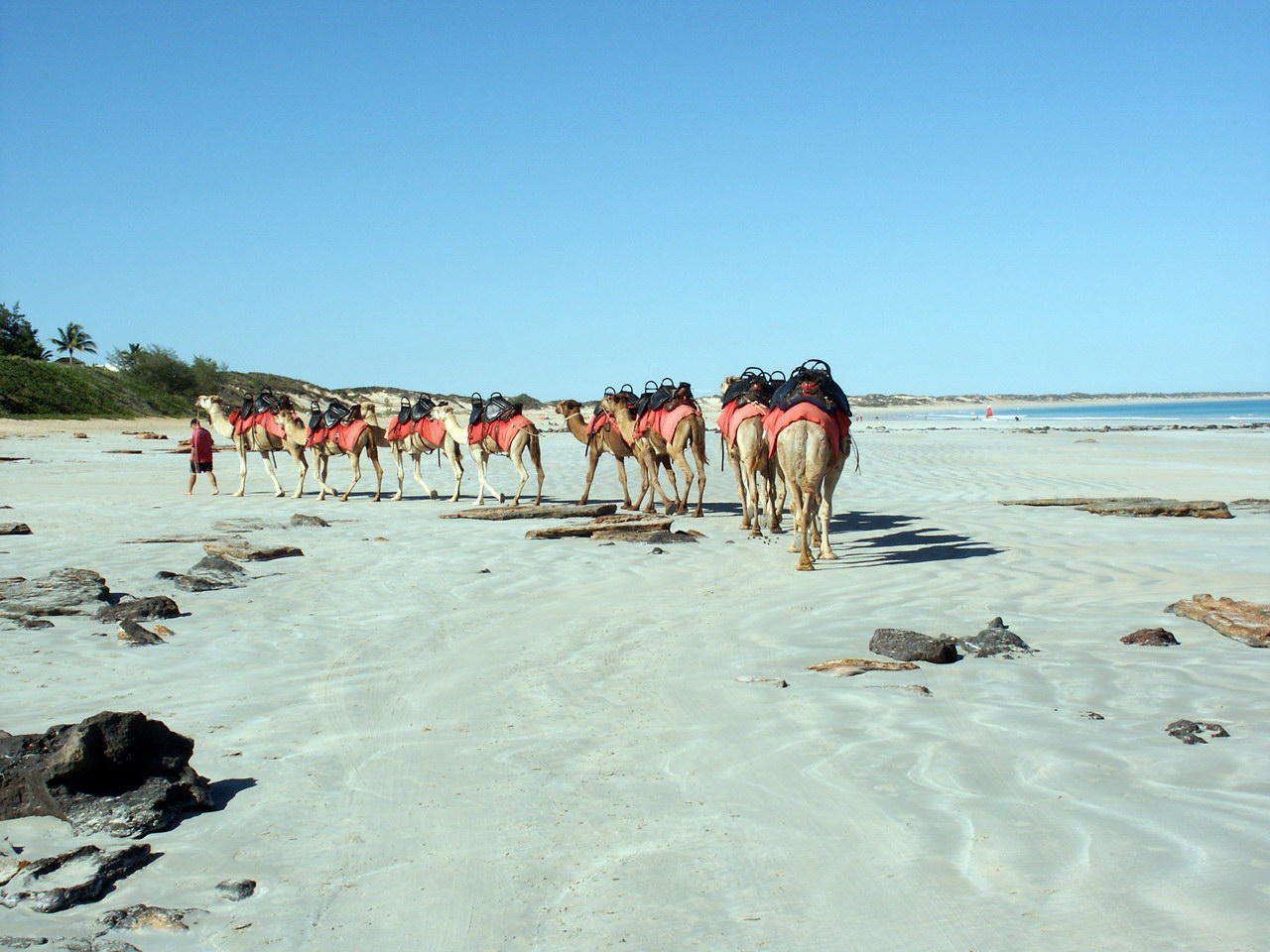
ラクダによるツアー

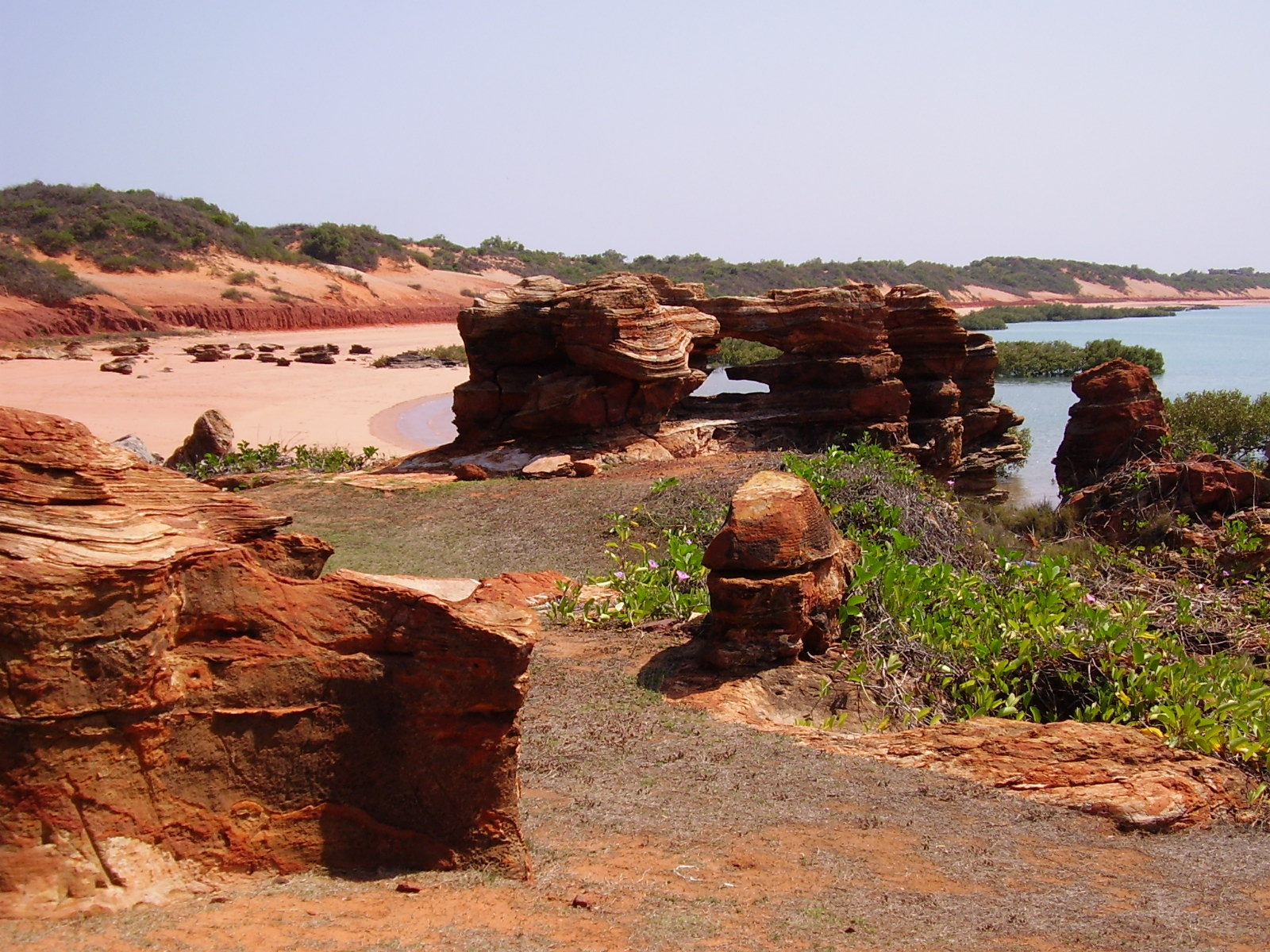
岩やマングローブが続くブルームの海岸、ローバック湾側

### 観光スポット
ブルームは西から東に向かって湾入するローバック湾の北端の、南北に伸びる半島の上にある。ブルームの昔の港と町の中心部は半島東側のローバック湾に面しており、町の南へポート・ドライブを進むと半島の南端に現在のブルームの埠頭（ディープウォーター・ジェティー）がある。町の西側には日本人墓地と郊外住宅地があり、その先にはインド洋に面した長い砂浜（ケーブル・ビーチ）が伸びる。
ローバック湾に面したタウン・ビーチは観光客にも人気のある砂浜で、特に引き潮の夜には、潮の引いた遠浅の渚の上に東から昇る月の姿が階段のように映る、「月への階段」と呼ばれる風景が見られる。この現象がみられる夜にはタウン・ビーチに食事や工芸品の屋台も立つ。

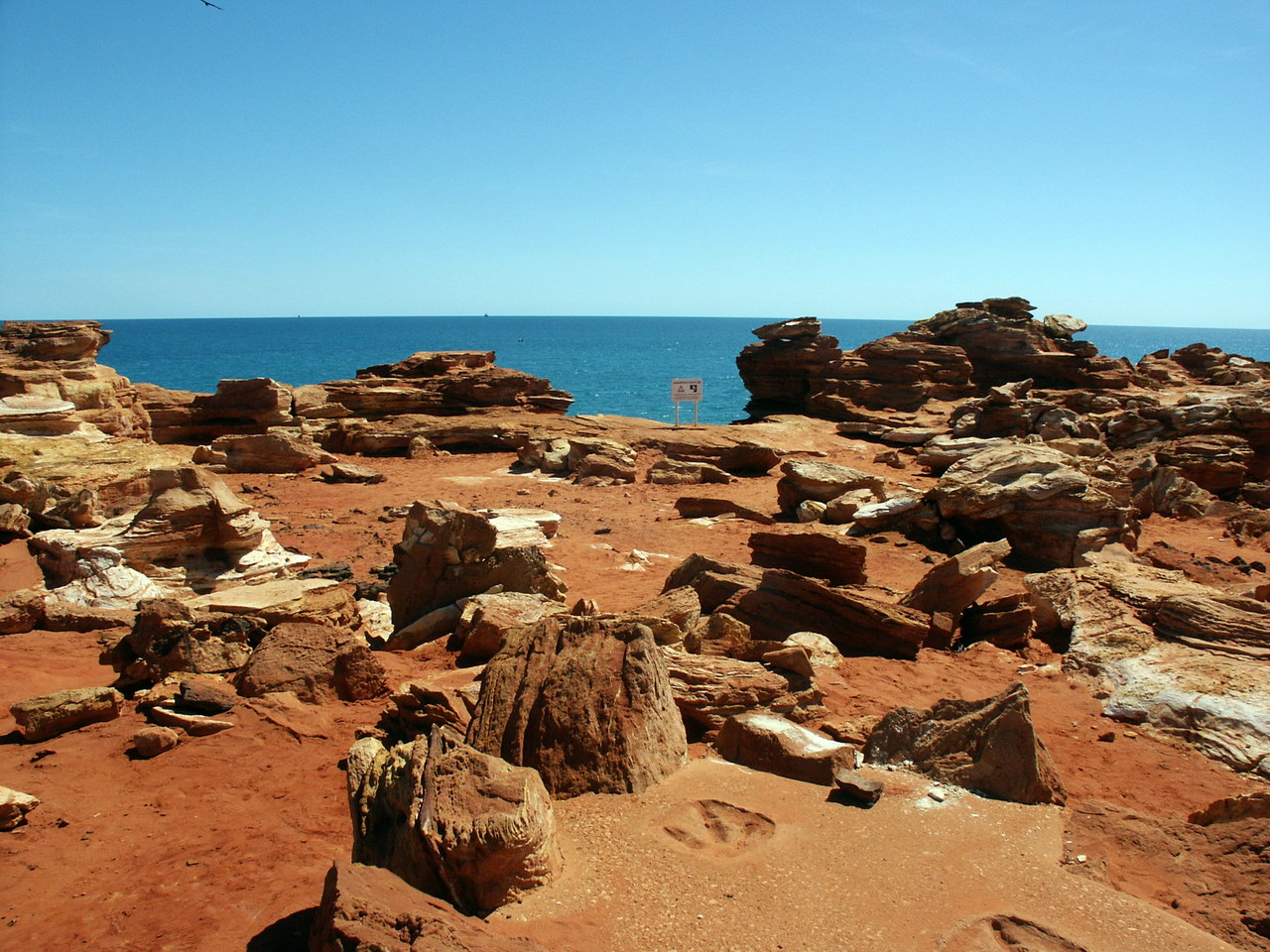
ガンシューム・ポイント
ブルームの西南の外れにある半島突端の赤い断崖の海岸であるガンシューム・ポイント（Gantheaume Point）には、1億3000万年前の白亜紀にさかのぼるとみられる恐竜の足跡が残る。30メートルほど沖合に恐竜の足跡はあるが、引き潮のときにしか見ることはできない。ガンシュームという地名は、1801年にオーストラリア沿岸の地理調査を行ったニコラ・ボーダン率いるフランスの遠征隊が海軍軍人オノレ・ガントームにちなんで名付けたものである。
ケーブル・ビーチ
ケーブル・ビーチは町から舗装道路を7キロメートルほど進んだインド洋側に広がる広大な砂浜である。ビーチの長さは22.5キロメートルで、白い砂は毎日潮の干満や押し寄せる波に洗われており美しい。海水は透き通ったエメラルド色である。海水浴に訪れる者も多いが、11月から3月にかけてはクラゲも多く刺される場合がある。駐車場から浜辺へは自動車の乗り入れも可能であり、引き潮の際には徒歩で到達できるよりも遠いところまで車を走らせることもできる。日没時にはラクダに乗って浜辺を行くツアーも行われる。
ケーブル・ビーチには、オーストラリアでも有数のヌーディストビーチもある。浜辺の駐車場より北側は、17キロメートル先のウィリー・クリークの河口までヌーディストエリア（clothes optional area）となっている。
ケーブル・ビーチのすぐ東側には砂丘があり、ミニール・パーク（Minyirr Park）と呼ばれている。ここはブルーム郡とルビビ族（Rubibi）の人々が共同で管理する海岸沿いの自然保護区である。
ローバック湾
町の北にはダンピア・クリークと呼ばれる浅い入り江があり、その東からはローバック湾に面した砂浜やマングローブ林など、人口希薄な海岸が続く。
ローバック湾は、チドリなど浜辺や干潟に住む渡り鳥が、東アジアからオーストラリアを往復する渡りの途中で立ち寄る、国際的にも重要な海岸地帯である。こうした渡り鳥は引き潮と満ち潮の海岸線の間にある広大な干潟で餌をとり、満ち潮の時には干潟の後ろにある赤い砂の海岸をねぐらにする。夏季には鳥の数は最大に達するが、1歳から2歳の若い鳥の大半は年間をこの海辺で過ごす。ローバック湾の北岸にあるブルーム鳥類観測所はオーストラリア鳥学会（Royal Australasian Ornithologists Union、別名 Birds Australia）が設立し1990年に開業した。この観測所の目的は鳥の生態を学びその保護を社会に訴えることにある。